# Poustevna svatého Savvatije (Solovecký klášter)
Poustevna svatého Savvatije (rusky Савватиевский скит) je jedna z pousteven Soloveckého kláštera, založená podle tradice Savvatijem a Germanem Soloveckými. Situována je v severní části Soloveckého ostrova, na břehu Dlouhého jezera, nedaleko Borové zátoky Bílého moře. Ve 20. a 30. letech 20. století se zde nacházela jedna z poboček Soloveckého tábora zvláštního určení.

## Historie
Podle legend položili základy současné poustevny svatí Savvatij a German Solovečtí, kteří připluli na ostrov roku 1429 a prvních 6 let prožili právě zde. Místo mělo výhodnou polohu na břehu jezera, poblíž moře, nedaleko od Sekirného vrchu. Řeholníci si zde zřídili cely a později dřevěnou kapli, do níž umístili přivezenou ikonu Boží Matky Odigitrije.
Zpočátku zde žili jenom poustevníci, kteří hledali absolutní samotu. Změny přišly až v polovině 18. století, kdy byla stará kaple zrekonstruována, vznikly nové dřevěné cely, zvonice a přístaviště na jezeře. V 19. století v poustevně také přebývali poutníci, kteří pomáhali kosit louky a lovit ryby pro klášter. V té době byly vymýceny další lesy, aby byly rozšířeny louky, vznikly nové obytné budovy, ubytovna pro poutníky, ruská sauna z valounů, kamenná zvonice.
K největšímu stavebnímu rozmachu došlo na konci 19. století za představeného Porfirije. Na připomínku ostřelování Soloveckého kláštera Angličany roku 1864 vznikl mezi lety 1858-1860 nový chrám zasvěcený Smolenské ikoně Boží Matky (projekt archangelského guberniálního architekta A. P. Šachlarjeva). Ikonostas nového chrámu obsahoval ikonu, kterou měl údajně roku 1543 přivést na ostrov svatý Savvatij Solovecký. V letech 1886-1890 potom byla mistry z Velikého Usťugu postavena dvoupatrová cihlová budova cel.

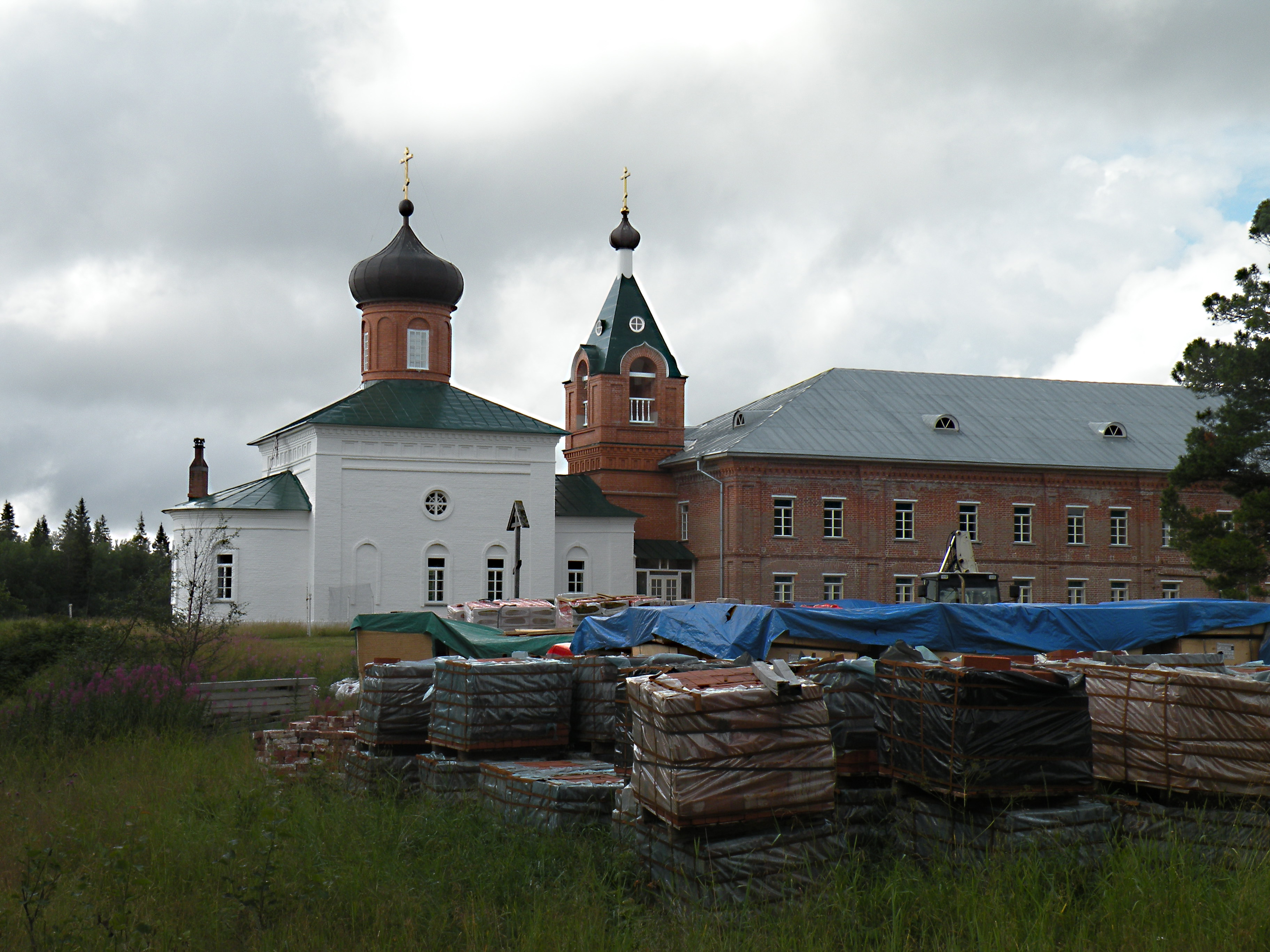
Rekonstrukce objektů (2013)

Na počátku 20. století v poustevně trvale žilo 8 bratrů, každý den byly slouženy svaté liturgie a ranní a večerní bohoslužby. V létě navštěvovalo poustevnu množství poutníků.
Po bolševické revoluci vzniknul na souostroví Solovecký tábor zvláštního určení. Budovy poustevny sv. Savvatije sloužily do roku 1925 jako vězení pro politické vězně: menševiky a esery. Když byli tito převezeni na pevninu, na místě bývalé poustevny byla zřízena obyčejná táborová pobočka. Během 2. světové války byla na ostrovech umístěna škola plavčíků sovětského námořnictva. V budovách někdejší poustevny byl umístěn štáb, učebny a ubytovací kapacity pro velitele a vyučující. Po válce zde byla ubytovna pro dělníky pracující pro Učební oddíl Severní flotily. V 70. a 80. letech došlo k několika neúspěšným pokusům zřídit v objektech rekreační středisko.

## Současnost
První mniši se do poustevny začali vracet od roku 1994, aby se zde modlili a rozjímali, později se bratři usadili nastálo. V souvislosti s tím byly založeny zahrady a postaveny skleníky, které zásobují klášter zeleninou. Dlouhodobě probíhají práce na obnově objektů poustevny. Na místě někdejší kaple sv. Savvatije byl vztyčen roku 2002 poklonný kříž, mezi lety 2005-2009 byla provedena restaurace chrámu Smolenské ikony Boží Matky Odigitrije.

## Galerie

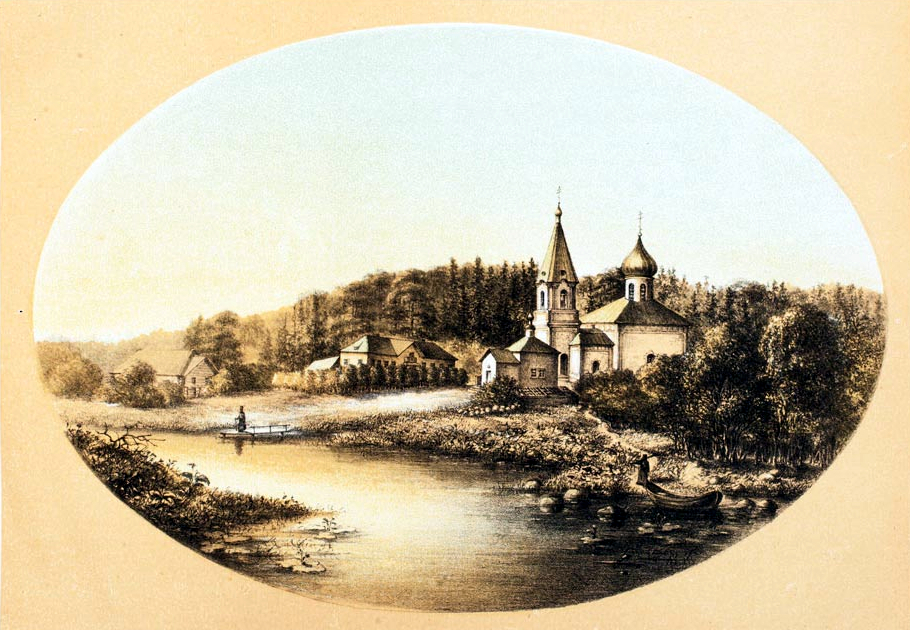
Kresba z roku 1884
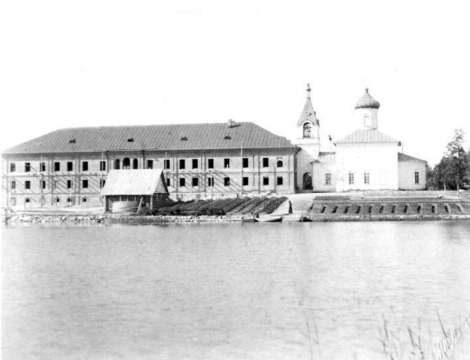
Poustevna v roce 1888
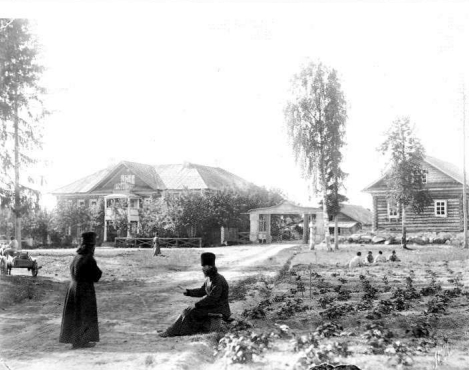
Poustevna v roce 1888
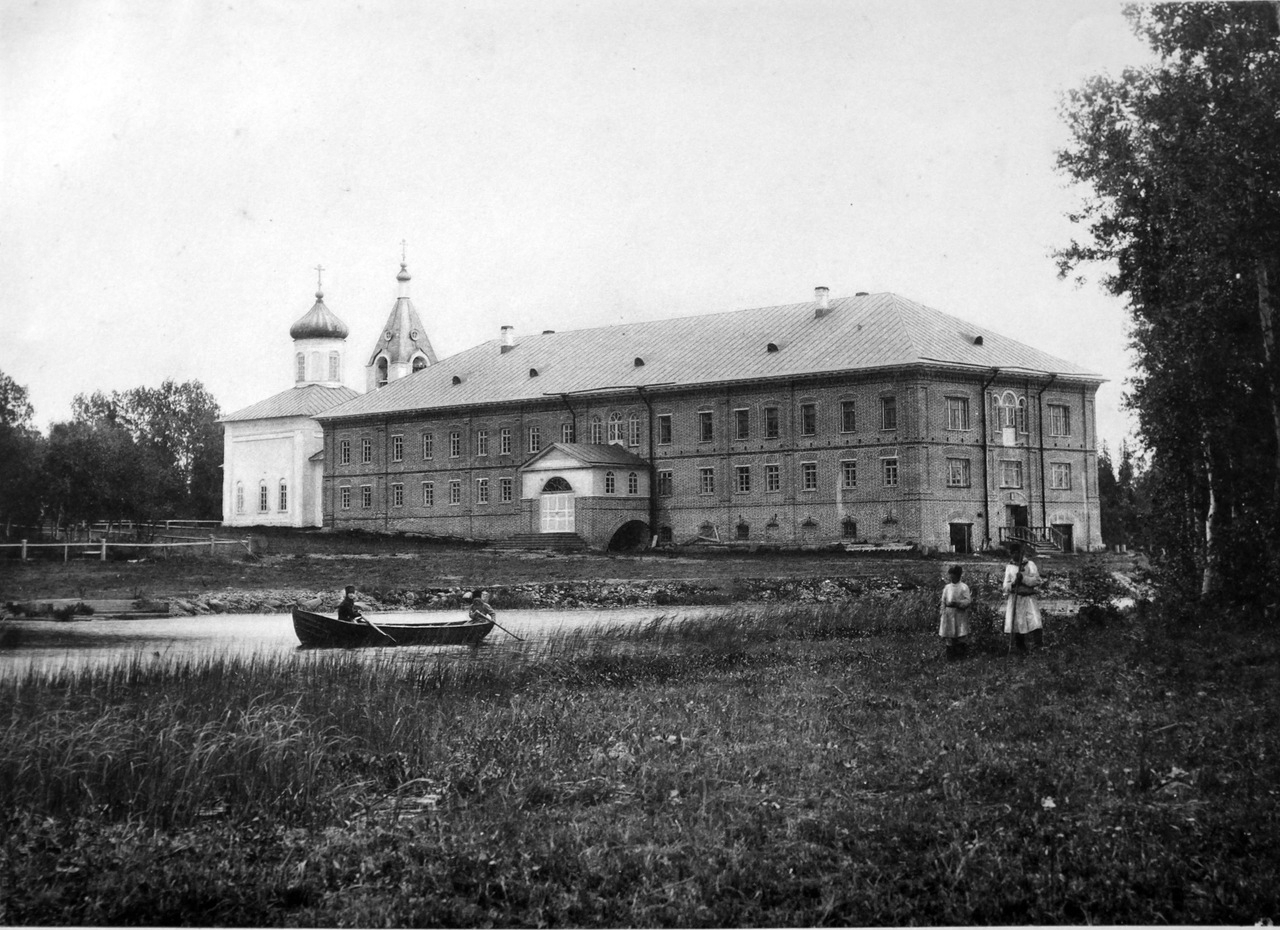
Na počátku 20. století
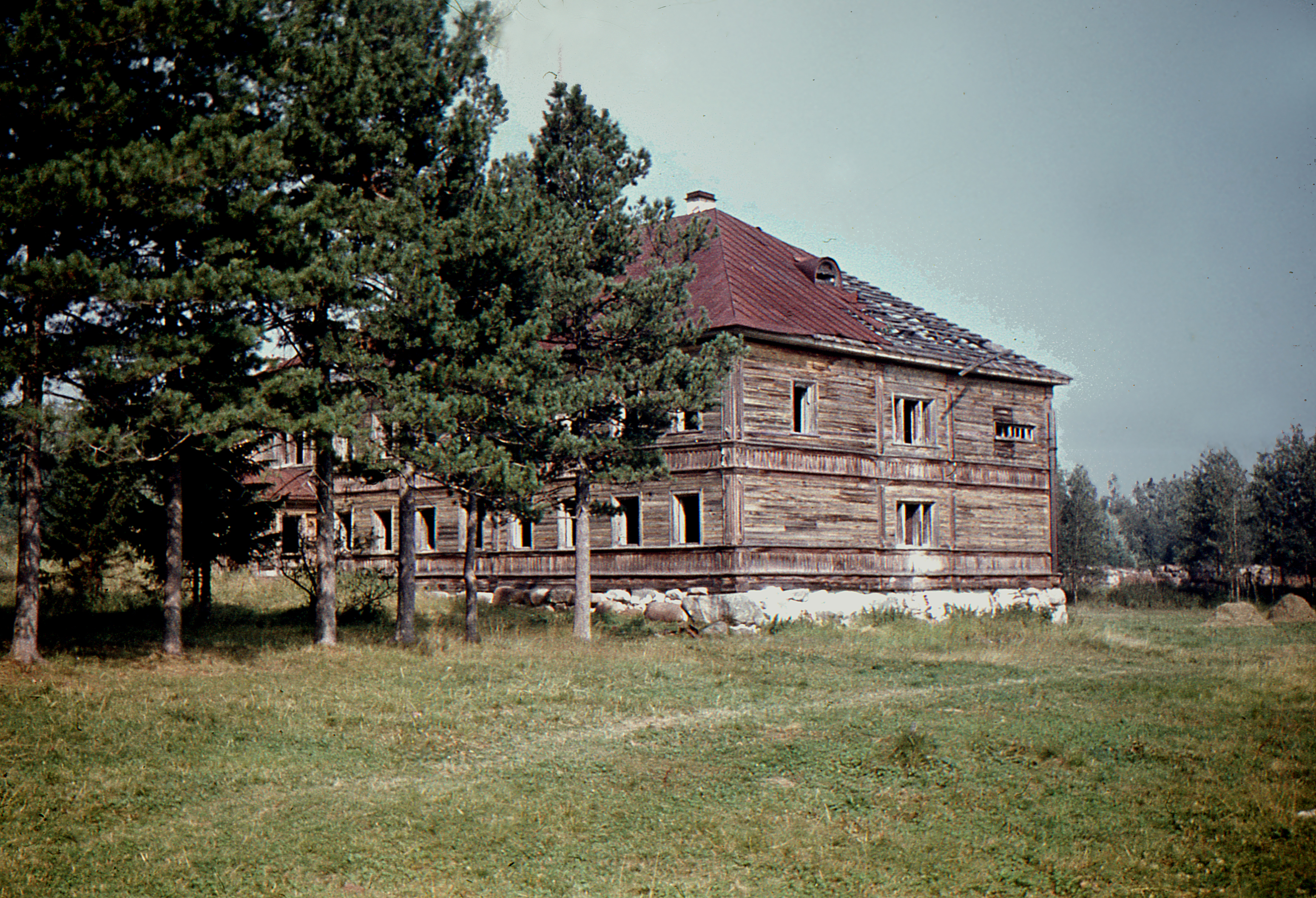
Stav v roce 1972
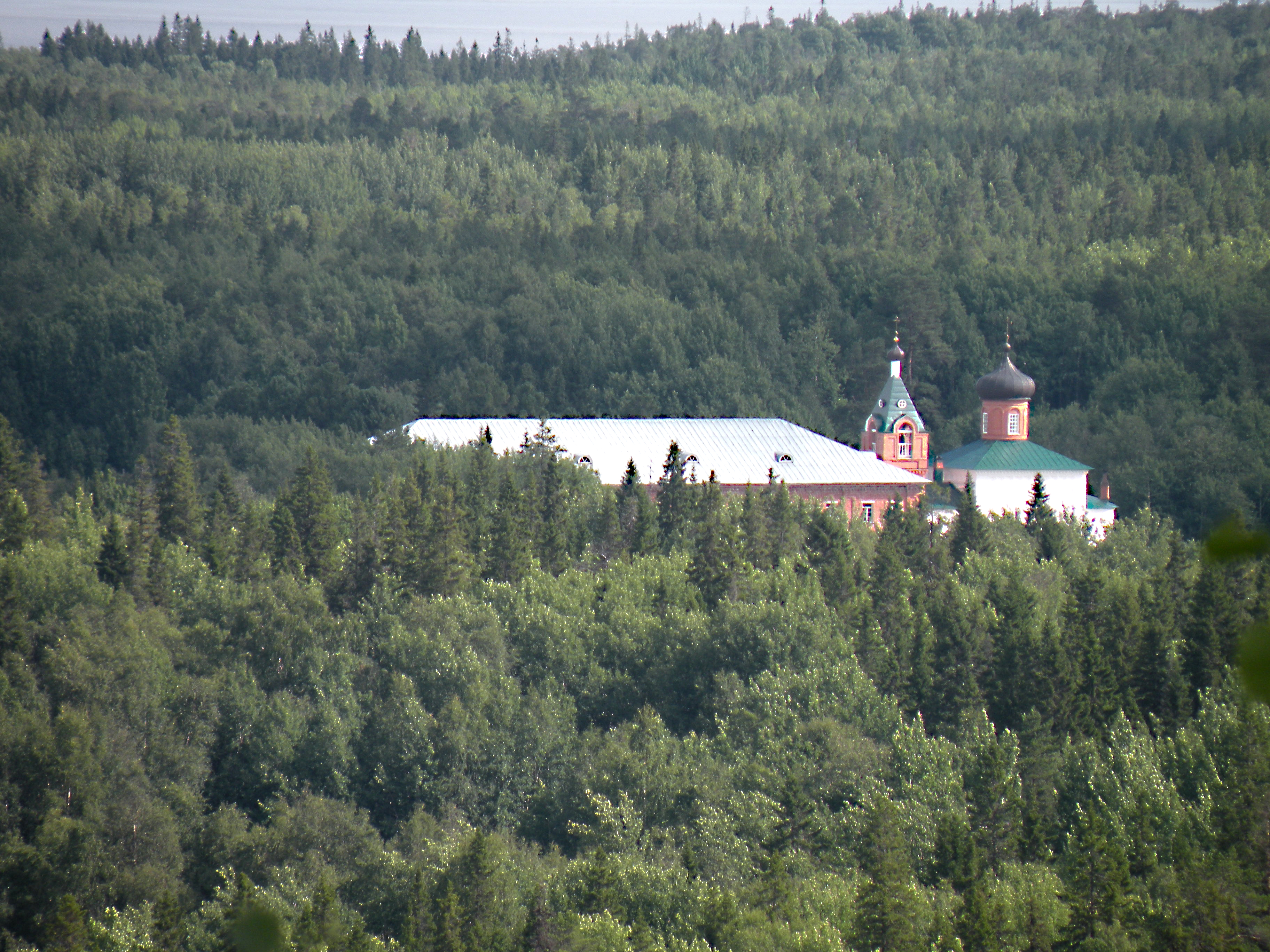
Pohled ze Sekirného vrchu
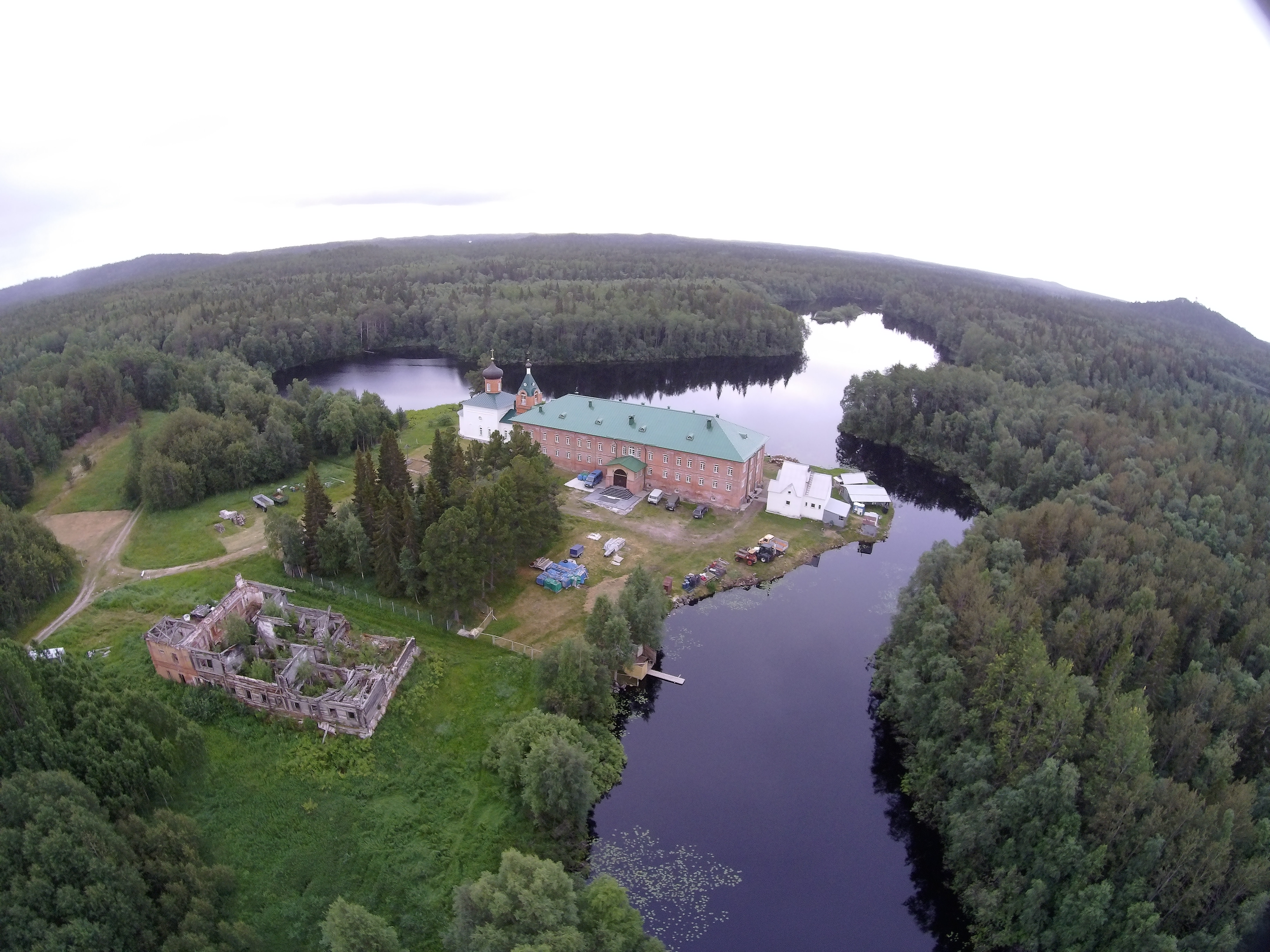
Poustevna z ptačí perspektivy